# مارتين نوديل
مارتين نوديل (بالإنجليزية: Martin Nodell)‏ مواليد 15 نوفمبر 1915 في فيلادلفيا - الوفاة 9 ديسمبر 2006 في موسكيغو، كان رسام كارتون أمريكي. مشهور بكونه ابتكر شخصية البطل الخارق الفانوس الأخضر خلال فترة العصر الذهبي للقصص المصورة. بعض أعماله ظهرت تحت اسمه القلمي «مارت ديلون». درس في معهد الفن بشيكاغو.

## روابط خارجية
- مارتين نوديل على موقع IMDb (الإنجليزية)
- مارتين نوديل على موقع الموسوعة البريطانية (الإنجليزية)
- مارتين نوديل على موقع قاعدة بيانات الفيلم (الإنجليزية)